# Marc Valeri Messal·la (cònsol 188 aC)
Marc Valeri Messal·la (en llatí Marcus Valerius M. F. M'. N. Messalla) va ser un magistrat romà fill de Marcus Valerius M'. F. M. N. Messalla. Formava part de la gens Valèria, una antiga família romana d'origen patrici.
Va ser prefecte de la flota a Sicília l'any 210 aC al novè any de la Segona Guerra Púnica. Marc Valeri Leví el cònsol d'aquell any, li va ordenar desembarcar a Àfrica i Messal·la va assolar la rodalia d'Útica i amb el botí i captius va tornar a Lilibèon al cap de 14 dies d'haver sortit. Quan el senat va demanar a Leví de nomenar un dictador, va designar a Messal·la, però tant el senat com els comicis van rebutjar el nomenament.
Probablement és aquest Messal·la el que va ser pretor peregrí l'any 194 aC, i cònsol l'any 188 aC. En aquell últim any, se li va assignar la província de Ligúria amb un exèrcit consular, però no va fer res memorable, retornant a finals d'any per dirigir els comicis. L'any 174 aC Messal·la va ser legat a Macedònia, i el 172 aC va ser nomenat decemvir sacrorum, al lloc del difunt Marc Emili Pap.